# باولو سيزار فارياس
باولو سيزار فارياس (بالبرتغالية: Paulo César Farias‏) هو سياسي برازيلي، ولد في 20 سبتمبر 1945 في البرازيل، وتوفي في 23 يونيو 1996 بماسايو في البرازيل.